# Tshering Wangchuk

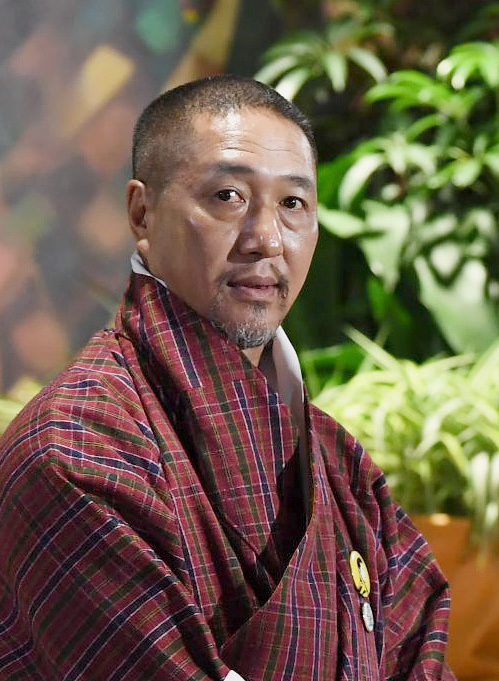
Tshering Wangchuk 2018.

Dasho Tshering Wangchuk (bhutanisch ཚེ་རིང་དབང་ཕྱུག) ist ein bhutanischer Jurist, der von 2014 bis 2019 als Vorsitzender Richter des Obersten Gerichtshofs von Bhutan diente. 2018 diente Wangchuck ad Interim als Regierungschef von Bhutan, in der Funktion des Chief Advisor of the Interim Government, nach der Auflösung der Gyelyong Tshogdu (Nationalversammlung) in Vorbereitung auf die Wahlen.

## Karriere
Wangchuk besitzt einen Master-Abschluss in internationalem Recht der George Washington University (LLM '03) sowie einen weiteren Abschluss in Rechtswissenschaften von der Universität Delhi. Wangchuk begann seine Karriere als Justizbeamter im Jahr 1987 und war als Lehrling der Richter des Obersten Gerichtshofs tätig. Von 1990 bis 1995 diente er als Leutnant in der Königlichen Armee von Bhutan (བསྟན་སྲུང་དམག་སྡེ་, bStan-srung dmag-sde). Von 1993 bis 1999 diente er als Justizbeamter (judicial officer) am Obersten Gerichtshof. Von 2006 bis 2010 diente er in Samdrup Jongkhar als Bezirksrichter. 2010 wurde er zum Richter am Obersten Gerichtshof befördert. Im November 2014 wurde er vom Druk Gyalpo (König) zum Gerichtspräsident des Landes ernannt.

## Chief Advisor
Am 1. August 2018 löste sich Bhutans Unterhaus im Zuge der Parlamentswahlen auf. Am 9. August ernannte der König eine Übergangsregierung unter Wangchuk als  Chief Advisor. Am 11. August wurden den Mitgliedern der Übergangsregierung Ressorts zugewiesen. Wangchuk war für das Innenministerium, das Kulturministerium und das Außenministerium verantwortlich.